# Іпожука
Іпожука (порт. Ipojuca) — місто і муніципалітет в бразильському штаті Пернамбуку, частина Агломерації Ресіфі. Населення міста становить 75 тис. мешканців (2009). Доход на душу населення в окрузі становить 76 тис. реалів на рік, один з найвищих в Бразилії. Муніципалітет відомий своїми пляжами, зокрема Порту-ді-Галіньяс, і Портом Суапі, головним портом штату.